# Конаковская ГРЭС
Конако́вская ГРЭС — одна из крупнейших электростанций Центральной части России, 8-я по мощности тепловая электростанция страны, расположенная на берегу Иваньковского водохранилища в городе Конаково Тверской области. Филиал ПАО «ЭЛ5-Энерго».

## История
Строительство Конаковской ГРЭС началось в 1962 году. Первый энергоблок был введен в строй 10 января 1965 года. Дата считается днем образования Конаковской ГРЭС. Строительство электростанции велось двумя очередями по 1200 МВт каждая. В 1966 году пущен четвёртый энергоблок электростанции, на котором закончилось сооружение первой очереди ГРЭС. В 1969 году пущен последний восьмой энергоблок, на котором закончилось сооружение второй очереди. С 1972 года электростанция вышла на полную проектную мощность — 2400 МВт.
До 1982 года Конаковская ГРЭС работала на жидком топливе, сжигая в сутки 7—10 тысяч тонн высокосернистого мазута, поставляемого по железной дороге. С середины-конца 80-х годов электростанция переведена на природный газ и работает на нём по настоящее время. Мазут является резервным топливом.
В настоящее время, благодаря модернизации энергоблоков № 1, № 2, № 3 и № 8 установленная мощность ГРЭС достигла 2520 МВт.
В 2011 году впервые был проведен сертификационный аудит на филиале «Конаковская ГРЭС» и подтверждено соответствие интегрированной системы менеджмента требованиям международных стандартов ОHSAS 18001:2007 «Системы менеджмента охраны здоровья и обеспечения безопасности труда» и ISO 14001:2004 «Системы экологического менеджмента». Начиная с 2011 года, филиал ежегодно проходил внешний аудит и подтверждал эффективность управления внутренними процессами. В 2017 году руководством компании было принято решение проводить сертификацию уже не в периметре ПАО «ЭЛ5-Энерго», а в составе Глобальной Тепловой Генерации Enel S.r.L. Осенью 2017 года по итогам аудита подтверждена эффективность и управляемость процессов интегрированной системы менеджмента охраны труда (OHSAS 18001:2007), промышленной безопасности, экологии (ISO 14001:2004) и качества (ISO 9001:2008). Система менеджмента качества была сертифицирована в 2017 году впервые. В сентябре 2018 года вместе с переходом на новые версии стандартов ISO 14001:2015 (экология) и ISO 9001:2015 (качество) был подтвержден переход ИСМ на рискоориентированный подход.

### Происшествия
В ходе российского вторжения в Украину ранним утром 1 сентября 2024 года, в ходе массированной атаки по целям в 15-и регионах России со стороны Украины, согласно сообщениям российских официальных лиц, на станции возник пожар вследствие атаки украинских беспилотников, вскоре локализованный.

## Защита животных
Одним из важнейших проектов, осуществленных ЭЛ5-Энерго в 2015 году, является введение в эксплуатацию современного рыбозащитного сооружения на Конаковской ГРЭС. Ежедневно станция забирает воду для охлаждения отработанного пара. Один мощный насос прогоняет за секунду пять кубометров. Воздушно-пузырьковый поток отбивает рыбу в безопасную зону. С введением новых технологий угроза негативного воздействия на обитателей Иваньковского водохранилища сведена к минимуму.

## Описание станции
Уставленная электрическая мощность станции на конец 2013 года составила 2520 МВт, тепловая мощность — 120 Гкал/ч. В 2013 году Конаковская ГРЭС выработала 8394 млн кВт⋅ч электроэнергии. Полезный отпуск тепловой энергии за тот же период составил 228 тыс. Гкал.
В составе станции 8 энергоблоков, каждый из которых включает энергетический котёл ПП-950-255-ГМ (ПК-41), турбоагрегат К-325-240-7МР либо К-305-240 производства ЛМЗ и электрогенератор ТВВ-320-2-УЗ либо ТВВ-350-2-УЗ производства Электросила.

### Схема выдачи мощности
Генераторы электростанции вырабатывают энергию напряжением 20 кВ. В энергосистему она поступает на напряжении 220 кВ , 330 кВ и 500 кВ через повышающие трансформаторы, автотрансформаторы связи и открытые распределительные устройства. Питание собственных нужд каждого энергоблока осуществляется от блочного трансформатора собственных нужд напряжением 20/6 кВ и мощностью 25 МВА присоединенного жестко между генератором и повышающим трансформатором. Распределительные и понижающие устройства 6/0.4 кВ расположены в главном корпусе. Генераторы первой очереди (блоки № 1—4) подключены к ОРУ-220 кВ через повышающие трансформаторы типа ТДЦГ-360000/220 и ТДЦ400000/220 мощностью 360 и 400 МВА соответственно. К ОРУ-220 подключена двухцепная ВЛ 220 кВ идущая к подстанции «Темпы», двухцепная ВЛ 220 кВ идущая к подстанции «Радищево» и ВЛ 220 кВ идущая к подстанции «Алмаз».
Генераторы второй очереди (блоки № 5—8) подключены к ОРУ-500 кВ через повышающие трансформаторы типа ТДЦ-206000/500 мощностью 206 МВА парно на один энергоблок (два трансформатора на блок). Связь (переток мощности) между ОРУ-220 и ОРУ-500 осуществляется через две группы однофазных автотрансформаторов 500/220/35 кВ мощностью 3х167 МВА на группу. К ОРУ-500 кВ подключены ВЛ 500 кВ идущие к г. Череповец, ВЛ 500 кВ к ПС «Белый Раст» , ВЛ 500 кВ к ПС «Трубино» и ВЛ 500 кВ к ПС «Опытная» которая расположена рядом с Конаковской ГРЭС. Обе линии 330 кВ идущие к г. Твери на ПС «Калининская» подключены к ОРУ-330 кВ через три автотрансформатора 347/220/35 мощностью по 240 МВА от ОРУ-220 кВ.
Питание местных потребителей Конаковского района осуществляется, в основном, напряжением 35 кВ, однако, также присутствует и подача напряжением 6 кВ по кабельным линиям. Линии электропередач 35 кВ, питающие Конаковский район и его промышленные предприятия, подключены к ОРУ напряжением 35 кВ, связанного с обмотками автотрансформаторов напряжением 500/220/35 и 347/220/35 соответственно. Запитка в штатном режиме от системы 330 кВ.
Повышающие трансформаторы блоков и блочные трансформаторы СН расположены под стеной турбинного цеха со стороны Волги. А открытые распределительные устройства и автотрансформаторы связи расположены за дымовыми трубами на противоположной стороне. Переход мощности 220 и 500 кВ выполнен гибкими проводниками над главным корпусом. В качестве опор для этого на блоках первой очереди использованы пилоны, закрепленные на дымовых трубах. На второй очереди для этой цели использованы специальные порталы установленные на крыше котельного цеха.
Выдача мощности электростанции в Единую энергосистему осуществляется по ЛЭП:
- 220 кВ Конаковская ГРЭС — ПС «Темпы» (построена в 1962 году);
- 220 кВ Конаковская ГРЭС — ПС «Радищево»;
- 220 кВ Конаковская ГРЭС — ПС «Алмаз» (построена в 1978 году);
- 330 кВ Конаковская ГРЭС — ПС «Калинин-1» (построена в 1978 году);
- 330 кВ Конаковская ГРЭС — ПС «Калинин-2» (построена в 1962 году);
- 500 кВ Конаковская ГРЭС — ПС «Череповец» (построена в 1969 году);
- 500 кВ Конаковская ГРЭС — ПС «Трубино»; (построена в 1985 году);
- 500 кВ Конаковская ГРЭС — ПС «Опытная» (построена в 1967 году);
- 500 кВ Конаковская ГРЭС — ПС «Белый Раст» (построена в 1965 году);
- 750 кВ ПС «Опытная» — ПС «Белый Раст»;
- 750 кВ ПС «Опытная» — КАЭС — Ленинградская ПС.

Кроме того, потребители Конаковского района обеспечиваются электроэнергией напряжением 35 кВ.
Утверждение о том, что Конаковская ГРЭС (как и любая однотипная электростанция) питает каких-то конкретных потребителей по этим ЛЭП — является условным или предполагаемым, поскольку мощность генерируется в ЕЭС Центра.
ВЛ 330 кВ, идущие к подстанции 330 кВ «Калининская», являются частью протяжённого транзита «330 кВ Конаковская ГРЭС — ПС 330 кВ Калининская — ПС 330 кВ Новая — Калининская АЭС».
Рядом с Конаковской ГРЭС расположена ПС 750 кВ «Опытная», которая была построена в 1967 году и являлась, на тот момент, первой в Европе подстанцией такого напряжения. С Конаковской ГРЭС ПС «Опытная» связана ВЛ 500 кВ. От подстанции отходят две ВЛ 750 кВ к подстанции 750 кВ Белый Раст (построена в 1967 году) и к подстанции «Ленинградская» (построена в 1975 году). От этой же ВЛ впоследствии сделан заход на Калининскую АЭС и теперь линия называется КАЭС-Опытная. Через ПС «Опытная» осуществляется совместная выдача мощности Конаковской ГРЭС и Калининской АЭС в Московское энергокольцо, а также происходят транзитные перетоки электроэнергии между энергосистемами Центра и Северо-Запада.

### Топливо
Основным топливом для Конаковской ГРЭС по проекту являлся природный газ, резервным топливом — мазут. Однако в силу некоторых причин на мазуте электростанция работала с конца 60-х по середину 80-х годов включительно. Газ в те времена использовался лишь как растопочное и резервное топливо. С 1982 года основным топливом стал природный газ, а мазут остался резервным топливом. Но электростанция продолжала его интенсивно потреблять до середины—конца 80-х годов, переходя на сжигание газа. В настоящее время основным топливом Конаковской ГРЭС является природный газ. Доля мазута в топливном балансе менее 0,001 %. Газ поступает на электростанцию по двум независимым газопроводам высокого давления. Мазутное хозяйство ТТЦ включает в себя склад из 12 железобетонных резервуаров емкостью по 10 тысяч м³ и 6 железобетонных резервуаров емкостью по 20 тысяч м³. Сливные эстакады позволяют одновременно сливать 132 железнодорожных цистерны. Подогреватели, фильтры, насосы и посты управления размещены в специальных зданиях. Мазут подается в Главный корпус от двух мазутонасосных по двум трубопроводам независимо на блоки первой (1—4) и второй очереди (5—8). Газ подается к котлам от двух газорегулирующих пунктов.

### Техническое водоснабжение
Система технического водоснабжения прямоточная. Забор воды из р. Волга осуществляется двумя береговыми насосными станциями (БНС) на блоки первой и второй очереди. Каждая БНС имеет 8 вертикальных циркуляционных насосов ОП-5ПВ производительностью 5 м³/с. Средний забор воды около 30 000 м³/ч на энергоблок. Отвод воды по отводящему каналу. На территории электростанции канал подземный, состоящий из четырёх железобетонных ниток. За пределами территории канал открытый, его длина 2,4 км.

### Шламоудаление
До 2013 года на Конаковской ГРЭС действовала система удаления и нейтрализации обмывочных вод котлочистки, включавшая в себя сложную систему трубопроводов, баки-нейтрализаторы сбросов и шламовую насосную. После обработки шлам попадал на карты шламоотвала (6 штук), расположенные за пределами территории электростанции.
В 2013 году в работу был введен узел нейтрализации и утилизации отходов, что позволило запустить проект ликвидации и рекультивации шламоотвала. Проект длился 9 лет и завершился в 2022 году. Реализация проекта позволила оптимизировать производственные процессы Конаковской ГРЭС и восстановить состояние земель, ранее занятых емкостями с отходами.

### Водоподготовка
Восполнение потерь пара и конденсата в пароводяных трактах энергоблоков осуществляется обессоленной водой по трехступенчатой схеме обессоливания ХВО производительностью 280 м³/ч. Источником воды является речная вода засасываемая обратно из отводящего канала и проходящая предварительную очистку на специальной установке производительностью 300 м³/ч включающей осветлители и механические фильтры. Установка предварительной очистки введена в эксплутацию в 2004 году. До этого источником водоснабжения ХВО являлась вода артезианских скважин.
Каждый энергоблок имеет собственную блочную обессоливающую установку (БОУ) производительностью 1000 тонн/ч включающую в себя магнитные фильтры (МФ) для обезжелезивания турбинного конденсата и фильтра смешанного действия (ФСД) для его обессоливания.
Подпитка теплосети г. Конаково осуществляется умягченной артезианской водой из двух баков-аккумуляторов. Вода для этих целей вырабатывается в объёме 400 м³/ч на установке подпитки теплосети включающей в себя Н-катионитовые фильтры с «голодной» регенерацией, декарбонизаторы , Н-катионитовые буферные фильтры, баков-аккумуляторов, узла подщелачивания БУВ (баков умягченной воды).

### Управление, контроль и автоматика
Управление энергоблоком осуществляется с его блочного щита управления (БЩУ) на который вынесено управление котлом, турбиной, генератором, трансформаторами СН , вводами резервного питания 6 кВ ,основным насосным оборудованием и вспомогательными системами. Блочные щиты каждых двух блоков размещены в одном помещении. Контроль работы общестанционных устройств, главной электрической схемы и координация работы энергоблоков осуществляется с центрального щита управления размещенного в помещении БЩУ № 1 и № 2. Все энергоблоки оснащены АСУ ТП на базе программно-технического комплекса типа «Квинт». Управление ХВО , мазутонасоными и другими общестанционными системами осуществляется с их собственных щитов управления размещены непосредственно рядом с ними.

### Водоотведение и очистка промстоков
Система водоочистки города была построена в четыре очереди в период с 1959 по 1985 год. Бытовые и фекальные сточные воды сбрасываются на городские очистные сооружения г. Конаково. Промышленные стоки (замасленные и замазученные) проходят очистку на очистных сооружениях электростанции. Долгое время планировалась их модернизация, и к концу 2022 года завершились работы по модернизации. Проектом предусмотрена реконструкция существующих сооружений блоков биологической очистки третьей и четвёртой очередей и сооружений механической очистки — здания решеток и песколовок.

### Тепловая энергия
Горячая вода для отопления территории электростанции, г. Конаково и подпиточная вода системы подпитки теплосети подогревается на блочных теплофикационных установках включающих в себя основные бойлеры, пиковые бойлеры, охладители дренажа бойлеров и насосы сетевой воды. Источник воды — артезианские скважины и два бака-аккумулятора.
Пар на собственные нужды электростанции и потребителям г. Конаково отбирается из нерегулируемых отборов турбин.

##### Дымовые трубы
Газы из топок котлов поступают в атмосферу по трем дымовым трубам. Две трубы на первой очереди высотой 180 метров (как сказано выше, они также являются опорами ЛЭП — как и одна из труб Выборгской ТЭЦ в Санкт-Петербурге, Каширской ГРЭС в Кашире и Архангельской ТЭЦ в Архангельске). Одна труба на два блока. На второй очереди труба высотой 250 метров на последующие четыре блока (№ 5…№ 8). Дымовая труба № 1 построена в 1964 году, а дымовая труба № 2 в 1966 году из расчета по высоте (180 метров), что электростанция будет работать на природном газе. К моменту строительства третьей дымовой трубы (1969 год), Конаковская ГРЭС стала мазутной электростанцией и было принято решение о строительстве трубы высотой 250 метров для более высокого подъёма и рассеивания выбросов. Ночью все трубы подсвечиваются прожекторами.

### Строительство центра обработки данных
В ноябре 2024 г. было объявлено о планах строительства центра обработки данных компании Лукойл на площадке Конаковской ГРЭС.

## Награды
- Орден Ленина (1971)
- В канун 50-летия СССР Указом Президиума Верховного Совета РСФСР от 15 декабря 1972 года ордена Ленина Конаковской ГРЭС присвоено имя 50-летия СССР.

## Перечень основного оборудования
| Агрегат                              | Тип                   | Изготовитель | Количество | Ввод в эксплуатацию | Основные характеристики | Основные характеристики | Источники |
| Агрегат                              | Тип                   | Изготовитель | Количество | Ввод в эксплуатацию | Параметр                | Значение                | Источники |
| ------------------------------------ | --------------------- | ------------ | ---------- | ------------------- | ----------------------- | ----------------------- | --------- |
| Оборудование паротурбинных установок |                       |              |            |                     |                         |                         |           |
| Паровой котёл                        | ПК-41 (Пп-950-255-ГМ) | —            | 8          | 1964—1969 г.        | Топливо                 | газ, мазут              | [ 23 ]    |
| Паровой котёл                        | ПК-41 (Пп-950-255-ГМ) | —            | 8          | 1964—1969 г.        | Производительность      | 950 т/ч                 | [ 23 ]    |
| Паровой котёл                        | ПК-41 (Пп-950-255-ГМ) | —            | 8          | 1964—1969 г.        | Параметры пара          | 255 кгс/см2, 565 °С     | [ 23 ]    |
| Паровая турбина                      | К-300-240-7МР         | —            | 4          | 1964—1969 г.        | Установленная мощность  | 325 МВт                 | [ 23 ]    |
| Паровая турбина                      | К-300-240-7МР         | —            | 4          | 1964—1969 г.        | Тепловая нагрузка       | — Гкал/ч                | [ 23 ]    |
| Паровая турбина                      | К-300-240             | —            | 4          | 1966—1968 г.        | Установленная мощность  | 305 МВт                 | [ 23 ]    |
| Паровая турбина                      | К-300-240             | —            | 4          | 1966—1968 г.        | Тепловая нагрузка       | — Гкал/ч                | [ 23 ]    |